# Гравлин
Гравли́н (фр. Gravelines, нидерл. Grevelingen) — коммуна во Франции, регион О-де-Франс, департамент Нор, округ Дюнкерк, кантон Гранд-Сент, в 25 км от Дюнкерка, в 5 км от автомагистрали А16. В 1,5 км от центра коммуны находится железнодорожная станция Гравлин линии Кале-Дюнкерк.
Население (2017) — 11 166 человек.

## География
Гравлин — один из самых северных городов Франции, расположен на побережье Северного моря между Дюнкерком и Кале, близ устья реки Аа.

## История

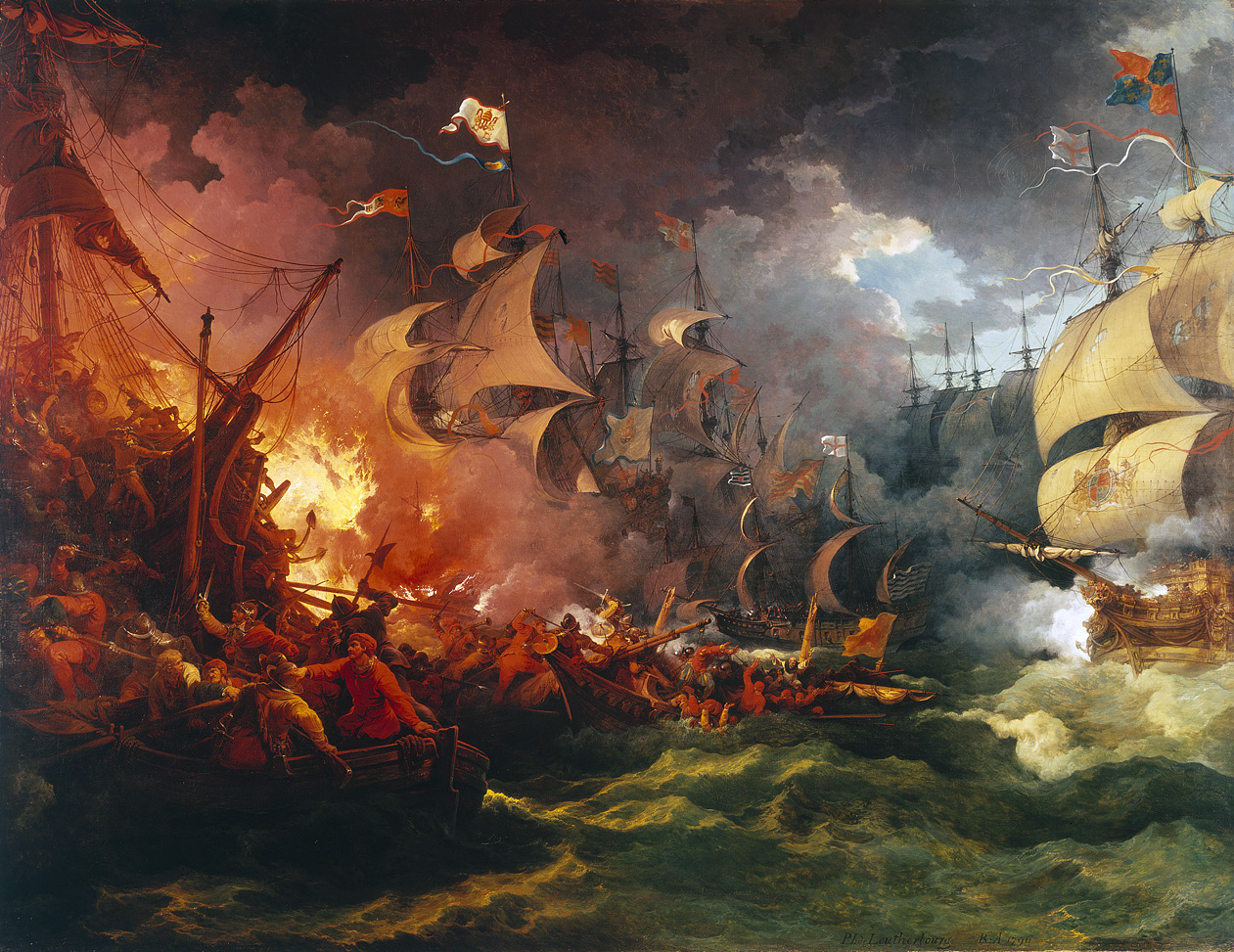
Разгром Непобедимой армады в районе Гравлина

К началу XII века важнейшим портом западной Фландрии был Сент-Омер. Однако постепенно заиление морского побережья отрезало его от Северного моря, что привело к превращению Аа в судоходный канал, ведущий к морскому побережью. В месте выхода канала к морю было основано поселение под названием Gravenenga, родственным нидерландским словам graven (рус. копать) и gracht (рус. канал).
Гравлин был взят войсками Генри Диспенсера во время военной кампании 1383 года и был разрушен по его приказу, поскольку представлял угрозу для англичан, отступавших к Кале.
В 1520 году Гравлин был местом встречи императора Карла V и короля Англии Генриха VIII. В XVI веке при Гравлине произошли два сражения — в первом из которых (1558) граф Эгмонт разгромил французов, а во втором (1588) — английский военно-морской флот под командованием Чарльза Говарда сжег корабли Непобедимой армады.
Между 1639 и 1658 годами город был предметом спора между Францией и Испанией, неоднократно переходя из рук в руки, пока не был окончательно присоединен к Франции по Пиренейскому миру 1659 года. При этом только к XIX веку население города стало франкоговорящим.
В XIX веке из-за заиления древнего канала и конкуренции со стороны Кале и Дюнкерка город теряет портовое значение и превращается в рыболовецкую деревушку. Именно таким он предстаёт на пейзажах Жоржа Сёра. Его возрождение связано с сооружением в 1980-е годы Гравлинской АЭС — самой мощной в Западной Европе.

## Достопримечательности
- Беффруа 1827 года, включено в список Всемирного наследия ЮНЕСКО
- Крепостные стены, построенные в XVI веке испанцами и перестроенные в XVII веке под руководством Вобана
- Цитадель (Арсенал) XVI века, восстановленная Вобаном после взрыва в 1654 году
- Казармы 1737 года
- Церковь Святого Виллиброрда конца XVI века, реконструированная после урагана в начале XIX века
- Здание мэрии в стиле периода реставрации

## Экономика
В настоящее время Гравлин известен в основном благодаря расположенной поблизости атомной электростанции — крупнейшей по мощности в Западной Европе и пятой в мире.
Структура занятости населения:
- сельское хозяйство — 0,9 %
- промышленность — 46,2 %
- строительство — 4,1 %
- торговля, транспорт и сфера услуг — 22,4 %
- государственные и муниципальные службы — 24,5 %

Уровень безработицы (2013) — 15,0 % (Франция в целом — 12,8 %, департамент Нор — 17,2 %). 

Среднегодовой доход на 1 человека, евро (2013) — 20 090 (Франция в целом — 25 140, департамент Нор — 18 575).

## Демография
Динамика численности населения, чел.

## Администрация
Пост мэра Гравлина с 2001 года занимает социалист Бертран Ринго (Bertrand Ringot), член Совета департамента Нор от кантона Гранд-Сент. На муниципальных выборах 2020 года возглавляемый им список социалистов одержал победу в 1-м туре, получив 79,97 % голосов.
| Период | Период | Фамилия                | Партия                  | Примечания |
| ------ | ------ | ---------------------- | ----------------------- | --- |
| 1947   | 1965   | Альбер Данвер          | Социалистическая партия | сенатор, депутат Национального собрания                                                                                                  |
| 1965   | 1977   | Маргерит Данвер-Сокель | Социалистическая партия | |
| 1977   | 1995   | Альбер Данвер          | Социалистическая партия | депутат Национального собрания, президент Генерального совета департамента Нор в 1973—1985 гг.                                           |
| 1995   | 2001   | Леон Панье             | Разные левые            | |
| 2001   |        | Бернар Ринго           | Социалистическая партия | член Совета департамента, вице-президент Генерального совета департамента Нор в 2014—2015 гг., вице-президент ассоциации коммун Дюнкерка |

## Города-побратимы
- Библис, Германия
- Фаскрустьордюр, Исландия
- Дартфорд, Англия, Великобритания

## Спорт
В Гравлине базируется баскетбольный клуб «Гравлин» (фр. BCM Gravelines), выступающий во французской Про Лиге А.

## Галерея

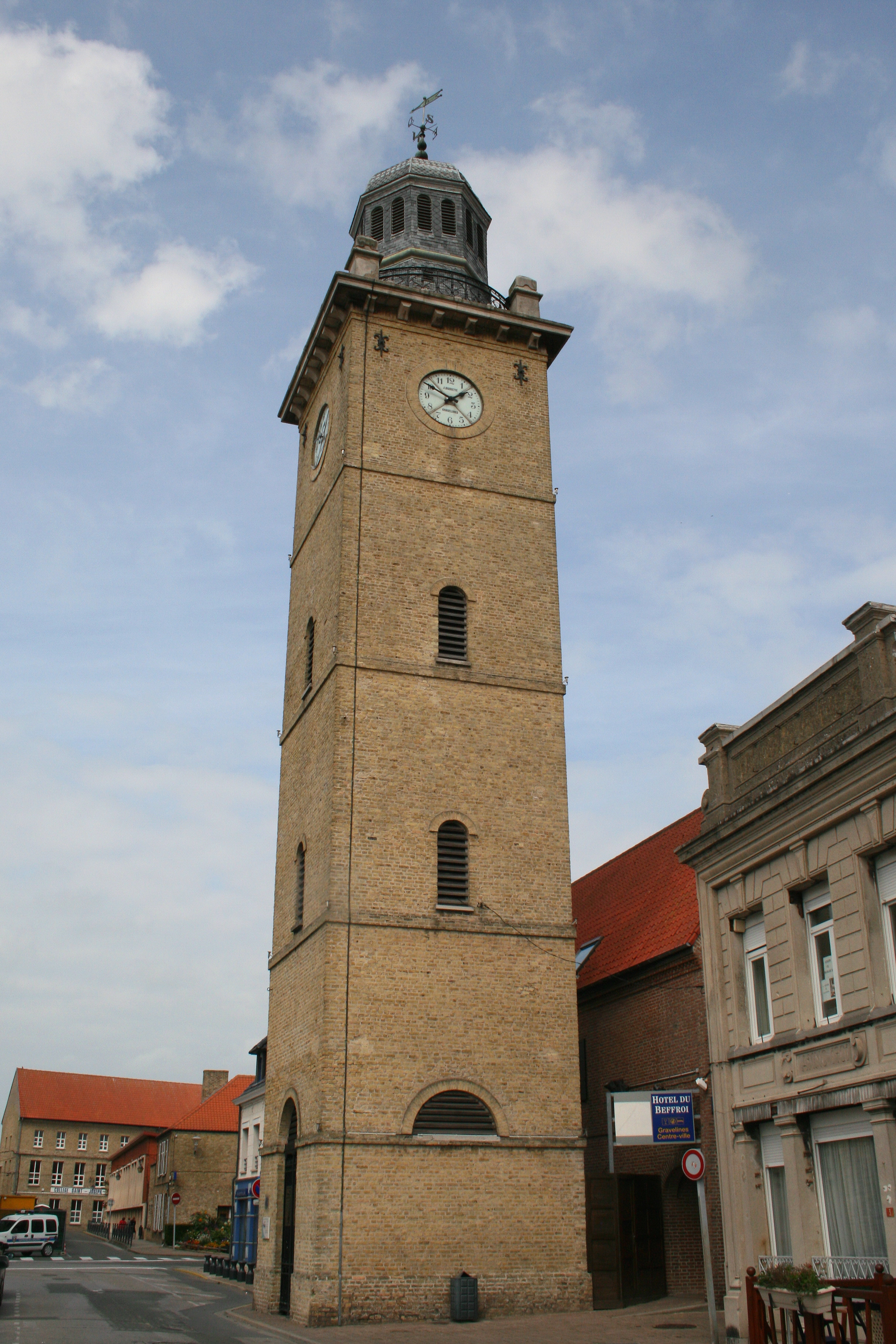
Беффруа
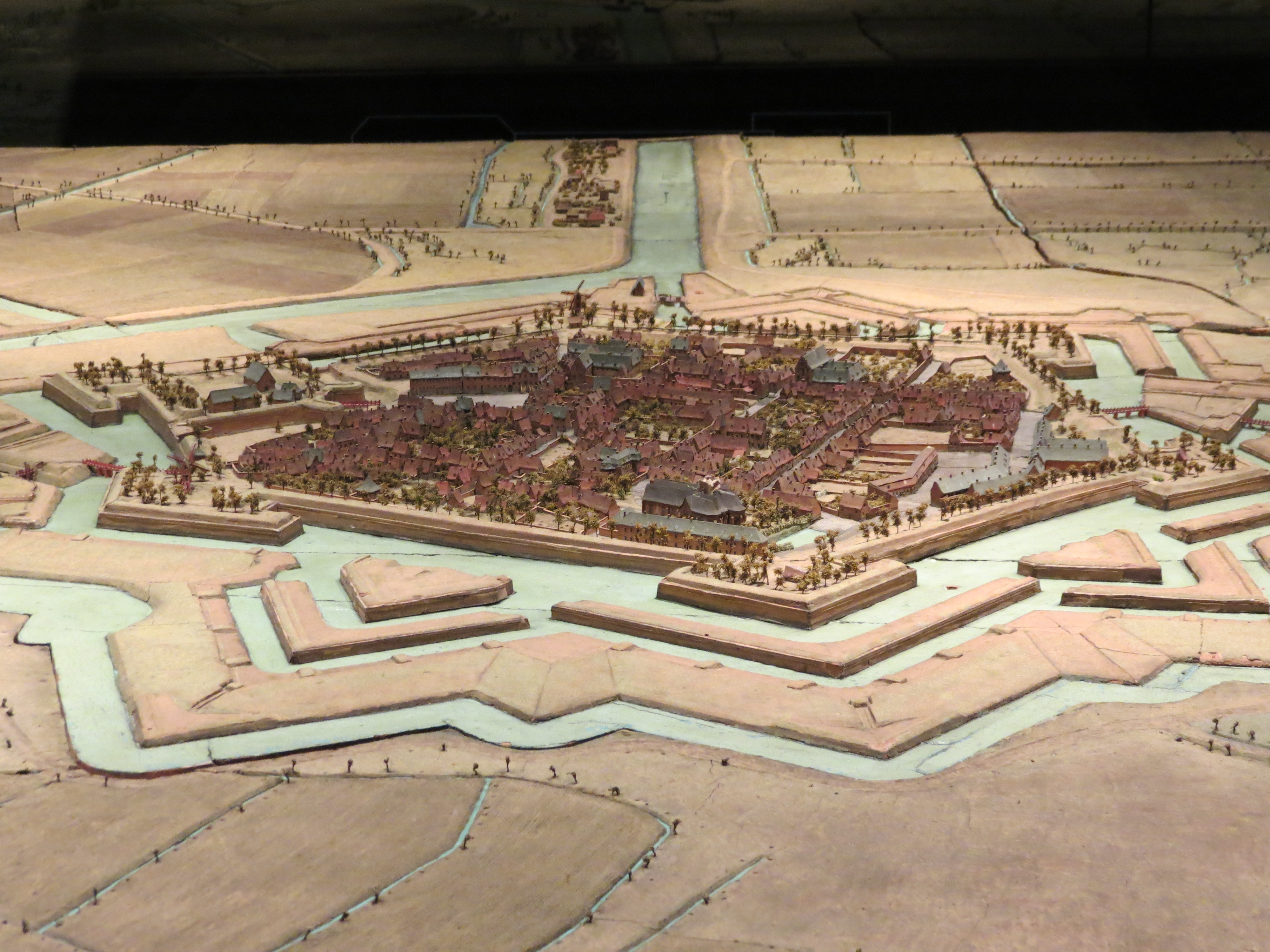
План цитадели
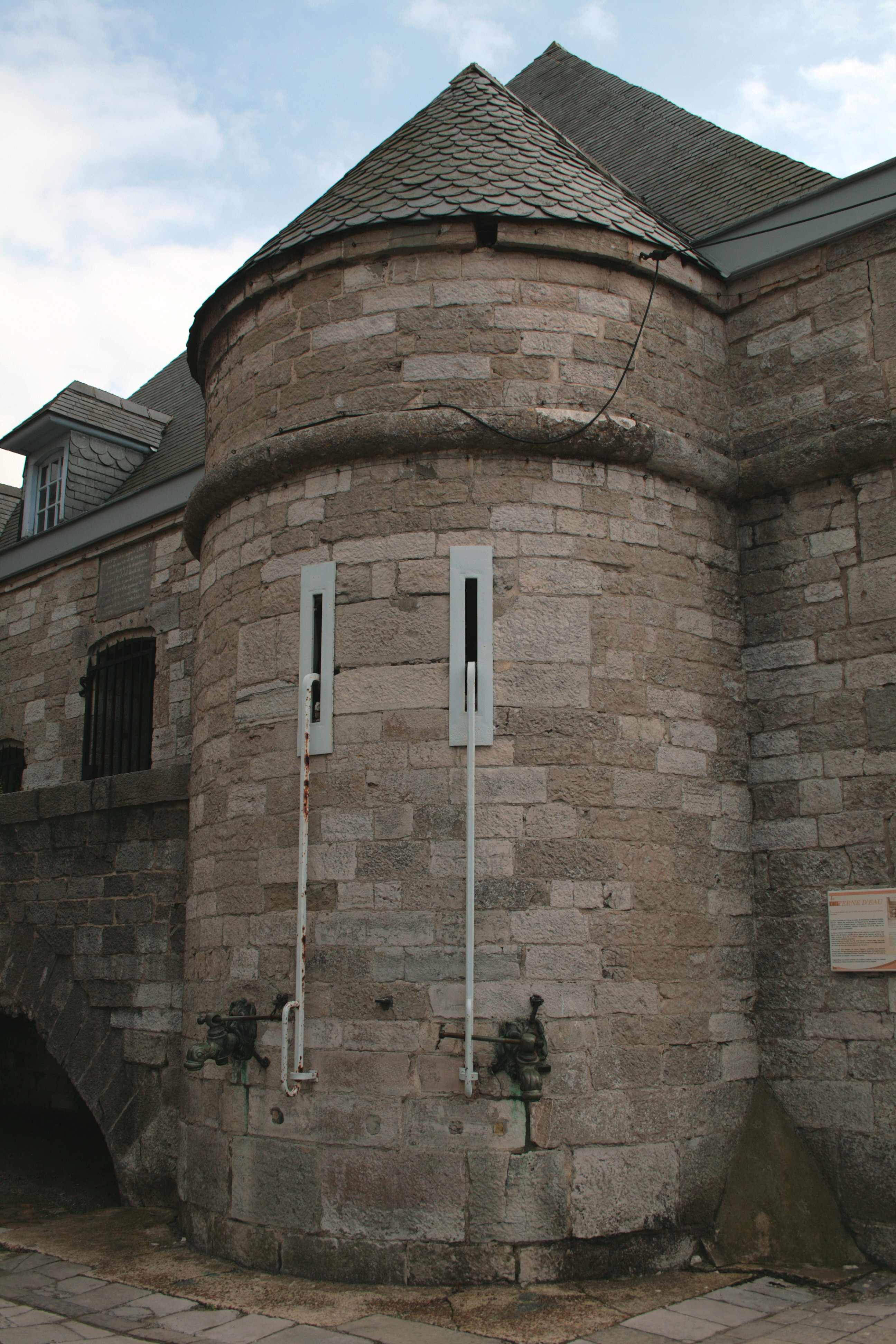
Круглая башня крепостной стены
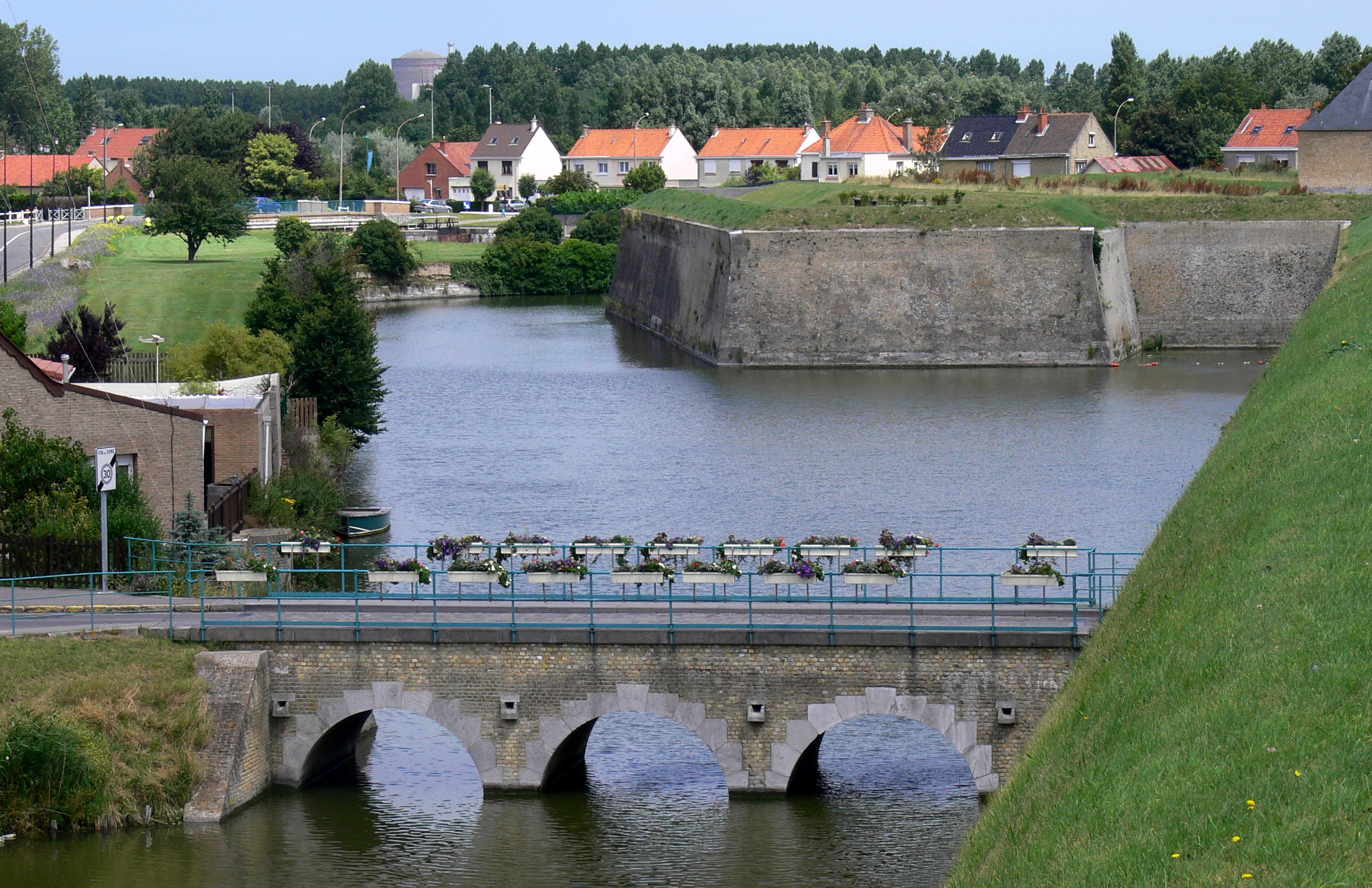
Цитадель
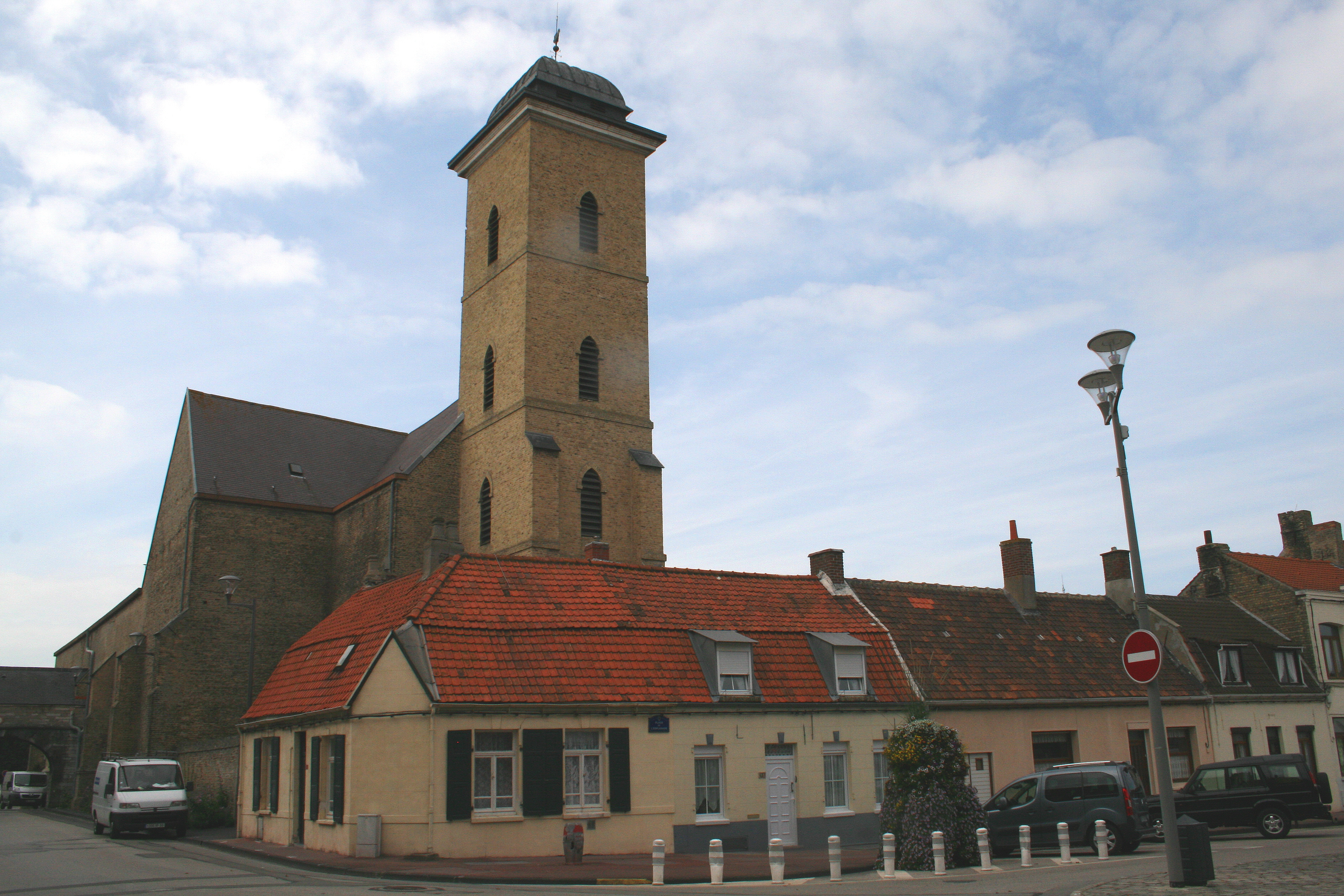
Церковь Святого Виллиброрда
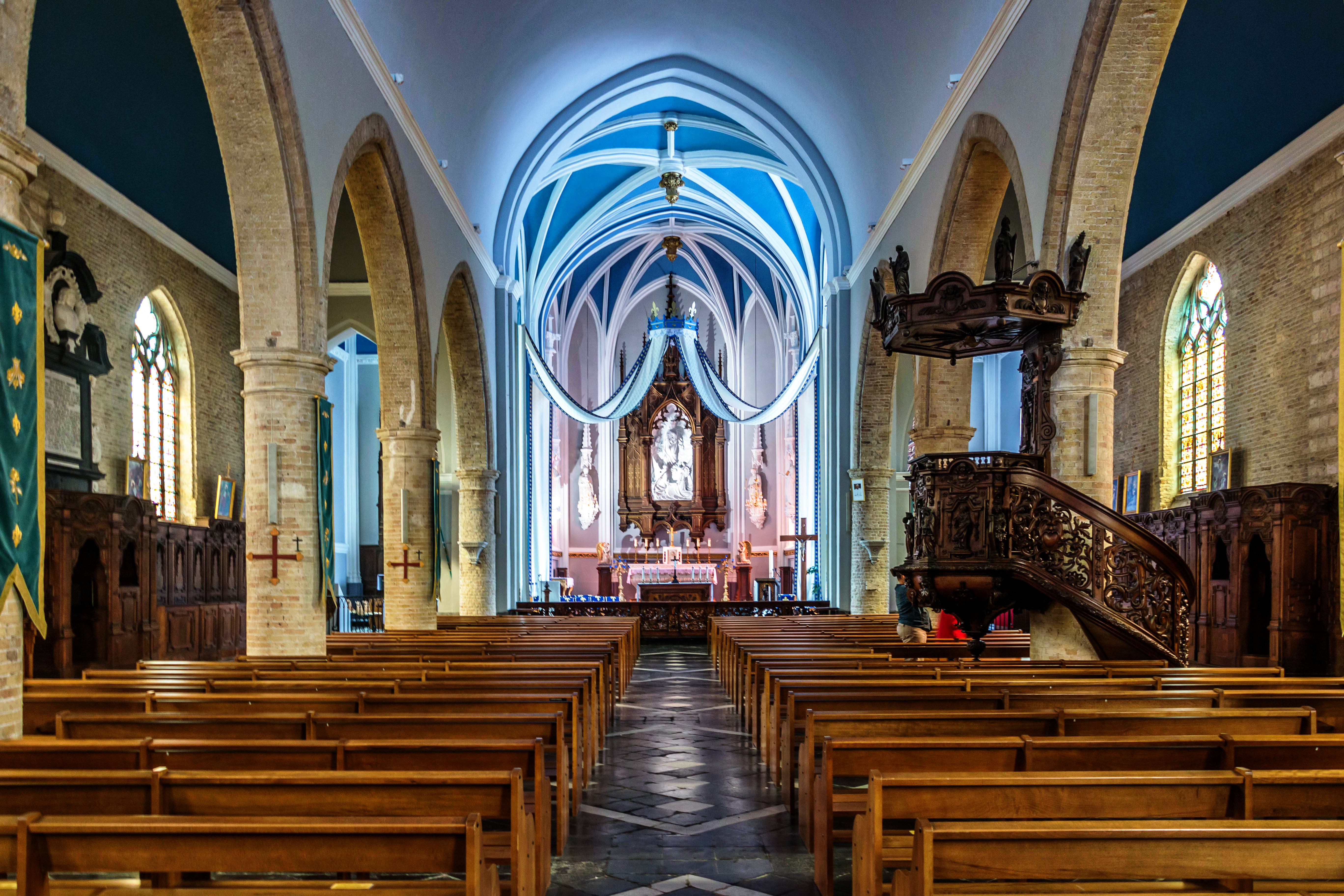
Интерьер церкви
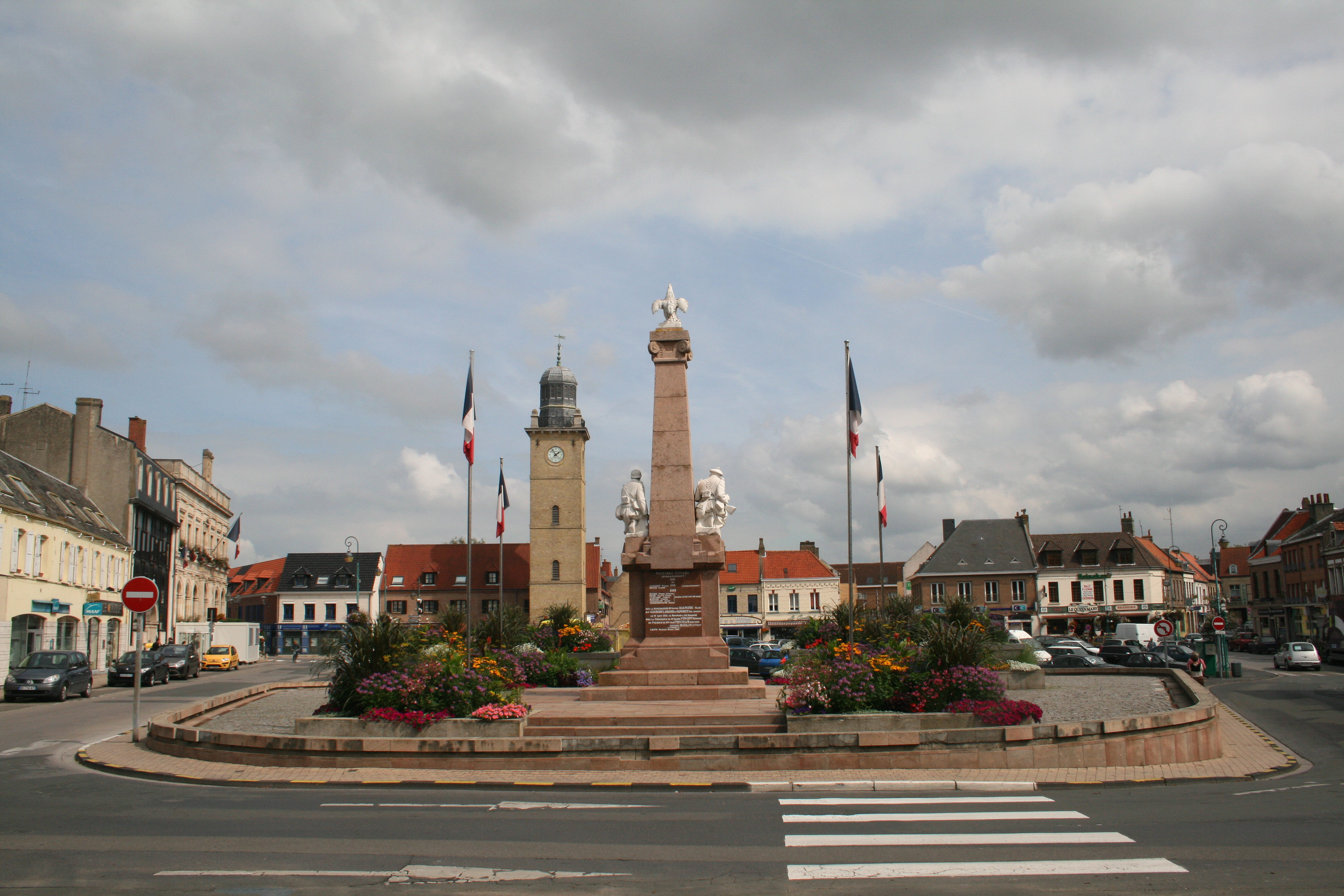
Площадь Шарля Валентена
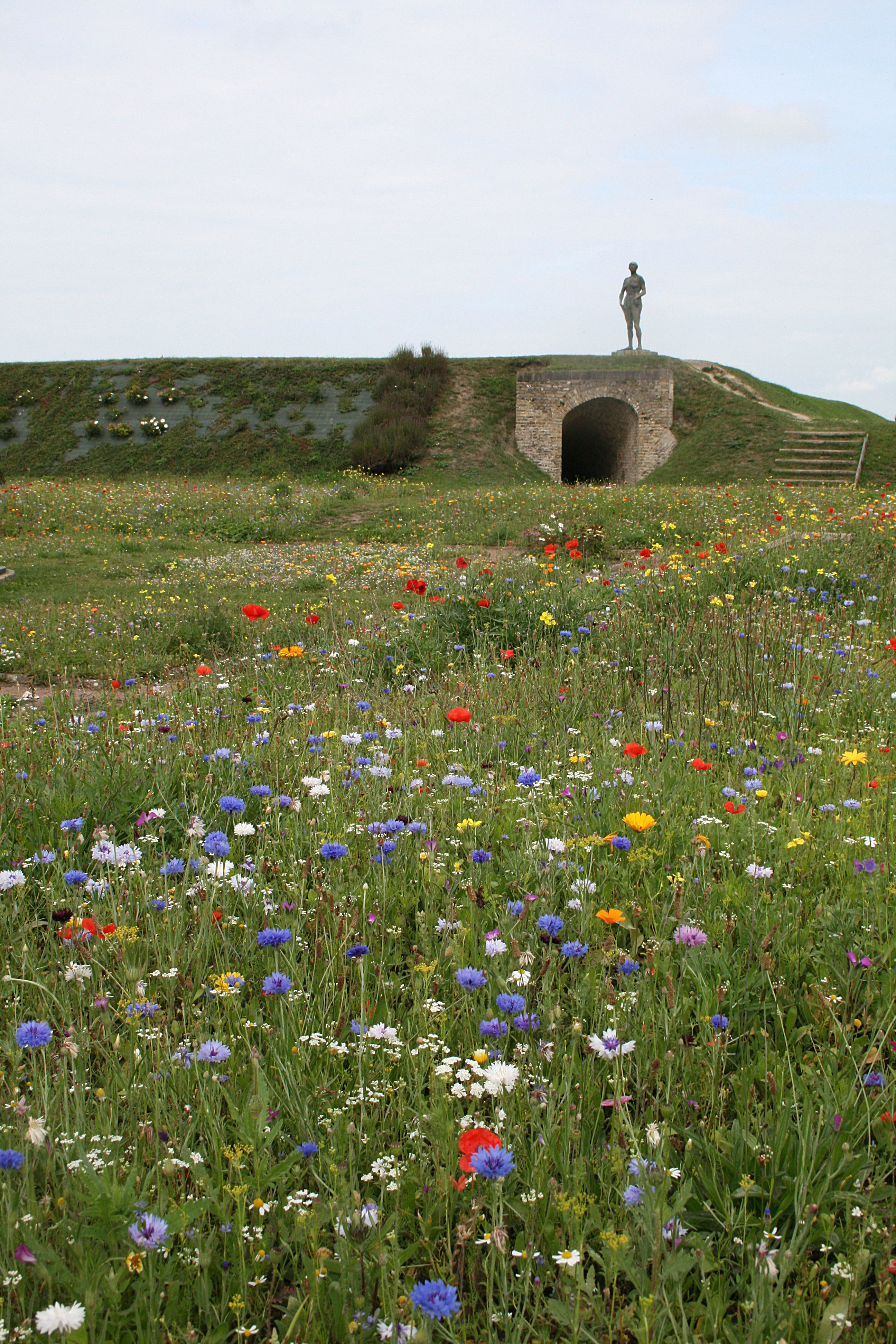
Сады Арсенала
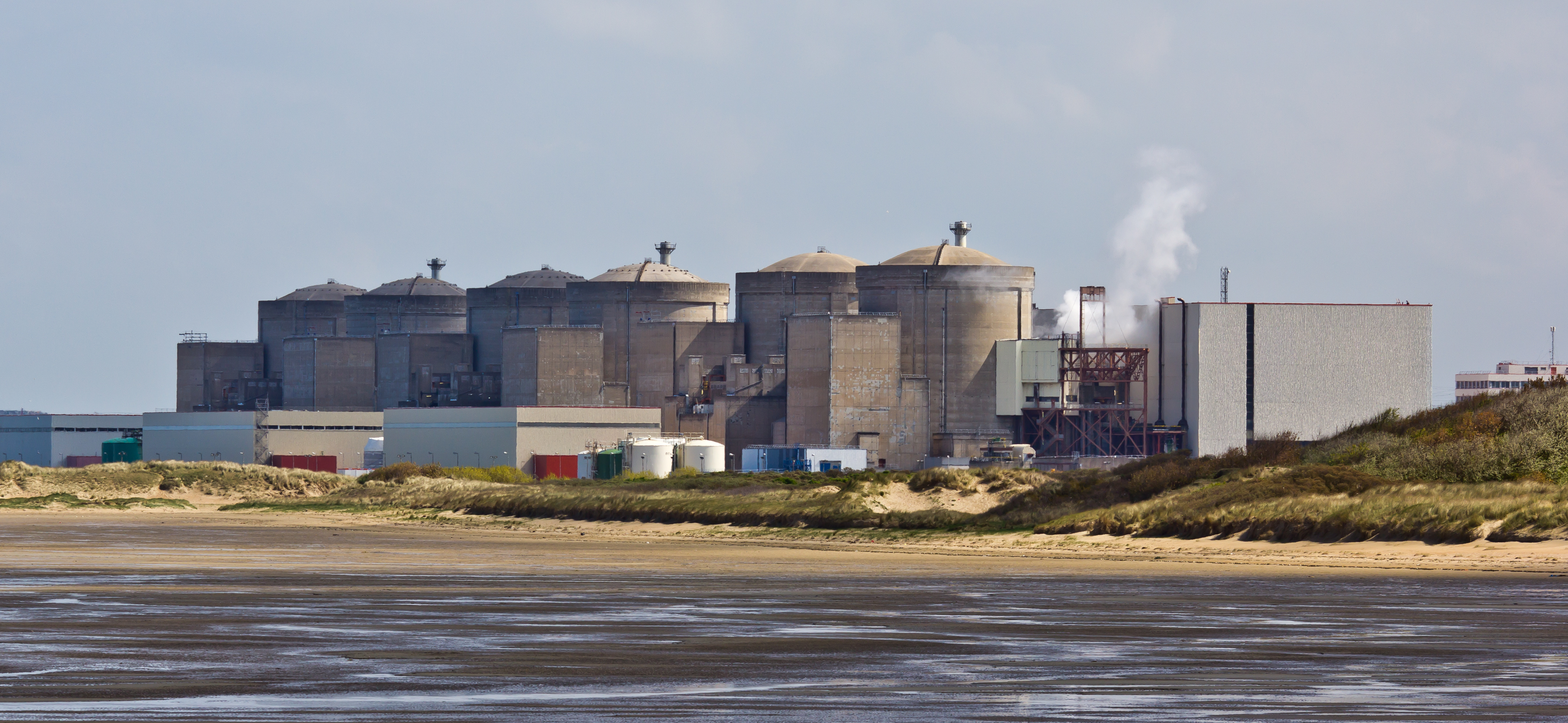
Атомная станция Гравлин